# یوجین بوتکین
اوژن بوتکین یا یوگنی سرگئیویچ بوتکین (روسی: Евге́ний Серге́евич Бо́ткин؛ ۲۷ مارس ۱۸۶۵ – ۱۷ ژوئیهٔ ۱۹۱۸) پزشک اهل امپراتوری روسیه بود. پسر بزرگتر او، دیمیتری که در جنگ جهانی اول کشته شد و پسرش یوری، در طول جنگ به شدت زخمی شد به دنبال انقلاب ۱۹۱۷ روسیه، بوتکین با خانواده رومانوف به تبعید رفت و آنها را در توبولسک، سیبری و یکاترینبورگ همراهی کرد. او در ۱۷ ژوئیه ۱۹۱۸ توسط به همراه خانواده رومانوف توسط محافظان در یکاترینبورگ به قتل رسید. او توسط کلیسای ارتودوکس روسیه به عنوان قدیس شناخته شده‌است.